# Bec des Rosses
Bec des Rosses är en bergstopp i Schweiz. Den ligger i distriktet Entremont och kantonen Valais, i den sydvästra delen av landet. Toppen på Bec des Rosses är 3 223 meter över havet.
Terrängen runt Bec des Rosses är huvudsakligen mycket bergig. Bec des Rosses är den högsta punkten i en region med 10 km radie.
Trakten runt Bec des Rosses består i huvudsak av kala bergstoppar och gräsmarker.